# Clèsonim
Clèsonim o també Clísonim, (en grec antic Κλησώνυμος o Κλυσώνυμος), va ser, segons la mitologia grega, un fill d'Amfidamant d'Opunt, una ciutat de la Lòcrida.
Pàtrocle, mentre jugava amb ell quan tots dos eren nens, el va matar accidentalment. A conseqüència d'aquest homicidi involuntari Pàtrocle va haver de marxar d'Opunt, i el seu pare, Meneci, el va confiar a Peleu, que era a Ftia a la cort d'Eurició. Peleu l'educà juntament amb el seu fill Aquil·les, i d'aquí ve l'amistat que sempre va unir els dos herois.